# 71-es főút
71-es főút (ungarisch für ‚Hauptstraße 71‘) ist eine ungarische Hauptstraße. Sie trennt sich südwestlich von Lepsény von der 7-es főút, quert die Autobahn Autópálya M7 und führt meist in Ufernähe zunächst am Nordostufer durch Balatonfűzfő, wo die 72-es főút nach Veszprém abzweigt, und von Balatonalmádi am langen Nordwestufer des Balaton (Plattensee) entlang. In Csopak trifft die von Veszprém kommende 73-as főút auf sie. Die Straße führt weiter durch Balatonfüred und Balatonakali sowie Révfülöp und Badacsonytomaj nach Balatonederics, wo die 84-es főút auf sie trifft. In Keszthely zweigt die 75-ös főút nach Westen ab. Die Straße umgeht das Westende des Balaton und endet nach weiteren 7,5 km an der 76-os főút, die zur 7-es főút zurückführt. Während die 7-es főút das Südostufer des Balaton erschließt, bedient die 71-es főút somit das Nordwestufer.
Die Gesamtlänge der Straße beträgt 116 Kilometer.